# Varèse Sarabande
 (décembre 2011).
Si vous disposez d'ouvrages ou d'articles de référence ou si vous connaissez des sites web de qualité traitant du thème abordé ici, merci de compléter l'article en donnant les références utiles à sa vérifiabilité et en les liant à la section « Notes et références ».
Pour les articles homonymes, voir Varèse (homonymie).

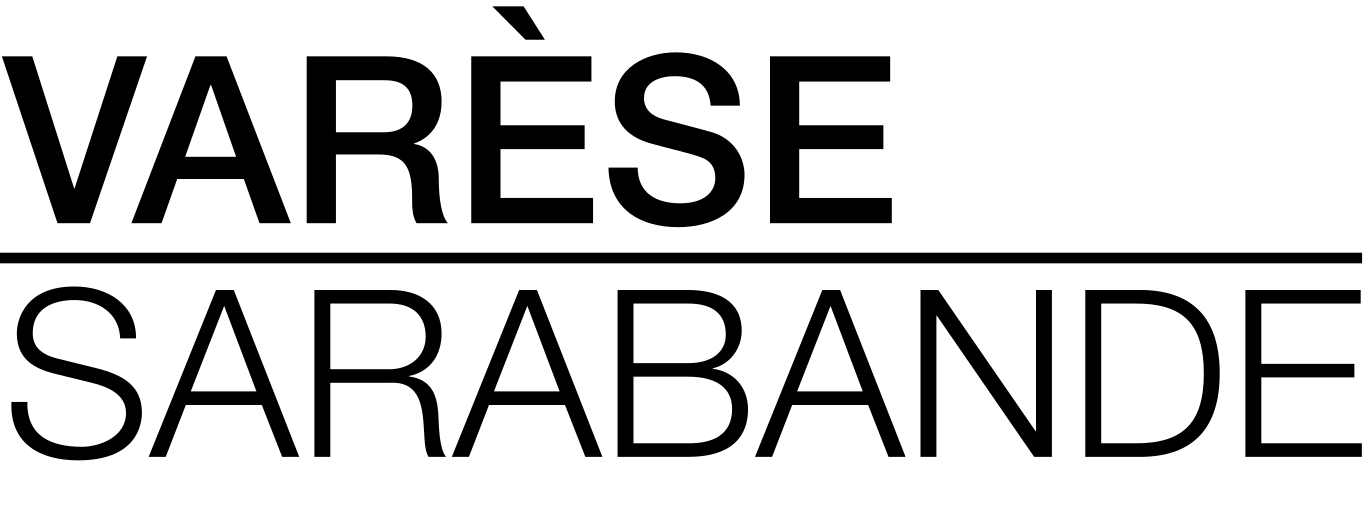
Logo.

Varèse Sarabande est un label musical américain, créé en 1972 sous le nom de Varèse International. Il est spécialisé dans l'enregistrement et l'édition de musiques de film. Depuis 2018, le label appartient au Concord Music Group.
À l'instar des labels Intrada ou Film Score Monthly, la collection Varèse Sarabande CD Club est connu des amateurs de musiques de film pour éditer des musiques de l'« Âge d'Or » et de l'« Âge d'argent » hollywoodiens.

## Historique
Le fondateur est Dub Taylor, qui voulant publier un disque de musique concrète en 1972-1973, a fondé son propre label. Il choisit comme nom Varèse en hommage au franco-américain Edgard Varèse précurseur de la musique électroacoustique. Ensuite quelques disques de classique contemporain et jazz furent publiés. En 1977, il s'associe avec le label Sarabande, et le premier disque de musique de films sort peu de temps après.
Le 28 juin 2010, le producteur du label, Robert Townson, produit son millième CD avec un coffret regroupant la musique composée par Alex North pour le film Spartacus de Stanley Kubrick, dont le Love Theme est l'un de ceux composés pour le cinéma qui a le plus bénéficié de reprises par des musiciens de jazz (dont Bill Evans et Lalo Schifrin).

## Productions
1982
- The Thing de John Carpenter (bande originale)

1986
- La Tête dans les nuages (bande originale)

1990
- 9 février : Stanley et Iris (bande originale)
- 25 avril : Furie (bande originale) (réédition)

1994
- 15 novembre : Mrs Parker et le Cercle vicieux (bande originale)

1997
- 26 août : La Planète des singes (réédition)

1999
- 10 août : Le 13e Guerrier (bande originale)

2001
- 4 décembre : Shrek (bande originale)

2002
- 14 mai : L'Âge de glace (bande originale)

2004
- 13 janvier : Paycheck (bande originale)
- 7 décembre : Shrek 2 (bande originale)

2005
- 1er mars : Million Dollar Baby (bande originale)

2006
- 4 avril : L'Âge de glace 2 (bande originale)

2007
- 9 janvier : The Holiday (bande originale)
- 13 février : Ghost Rider (bande originale)
- 19 juin : Shrek le troisième (bande originale)

2008
- 29 janvier : 27 robes (bande originale)
- 26 février : Miss Pettigrew (bande originale)
- 11 mars : L'Amour de l'or (bande originale)
- 4 novembre : L'Échange (bande originale)
- 8 décembre : Short Circuit (bande originale)

2009
- 5 mai :X-Men Origins: Wolverine (bande originale)
- 23 juin :L'Âge de glace 3 (bande originale)

2010
- 25 mai : Shrek 4 (bande originale)

2012
- 10 juillet : L'Âge de glace 4 (bande originale)